# Ван Олстин (Тексас)
Ван Олстин (енгл. Van Alstyne) град је у америчкој савезној држави Тексас. По попису становништва из 2010. у њему је живело 3.046 становника.

## Демографија
Према попису становништва из 2010. у граду је живело 3.046 становника, што је 544 (21,7%) становника више него 2000. године.
| Група             | 2000.         | 2010.         |
| Белци             | 2.165 (86,5%) | 2.533 (83,2%) |
| Афроамериканци    | 90 (3,6%)     | 137 (4,5%)    |
| Азијати           | 4 (0,2%)      | 20 (0,7%)     |
| Хиспаноамериканци | 195 (7,8%)    | 285 (9,4%)    |
| Укупно            | 2.502         | 3.046         |